# Denyse Chartier
Pour les articles homonymes, voir Chartier.
Denyse Chartier est une actrice québécoise. Elle est notamment connue pour son rôle de Élisabeth Demaison dans la série télévisée Terre humaine diffusé entre 1978-1984. Elle joue le rôle de Carmen Morin-Paré pendant 7 ans dans la série télévisée Virginie diffusée entre 1996-2010 créée par Fabienne Larouche. Elle incarne le rôle Margot Bérubé pour la pièce de théâtre Amies à vie de Chantal Cadieux qui a été bien reçu par les critiques.

## Biographie
Denyse Chartier a grandi dans une famille de dix enfants à Plessisville. Elle a joué dans une production théâtrale pour la première fois quand elle était au collège des Ursulines à Trois-Rivières âgé alors de 13 ans. Dès l'âge de cinq ans, elle rêve de faire du spectacle. Elle a suivi des cours de ballet, de diction, de piano et de chant. Après le collège des Ursulines, elle est entre au Conservatoire d'art dramatique de Montréal pour trois ans et elle y sera diplômée en 1971.

## Filmographie
- 1974 : La Petite Patrie (série télévisée) : Michèle Denault
- 1977 : Les Midis de Julie (téléthéâtre)
- 1978-1984 : Terre humaine (série télévisée): Élisabeth Demaison
- 1979 : Klimbo
- 1979 : Pop Citrouille
- 1984 : La Pépinière (série télévisée) : Yvette[3]
- 1984 : À plein temps (série télévisée) : Denise Lafarce
- 1985 : L'Or du temps (série télévisée) : Michelle St-Germain
- 1987 : Laurier (série télévisée) : Emma Gauthier
- 1987 : Robert et compagnie (série télévisée) : Hélène Fortier
- 1996-2010 : Virginie (série télévisée) : Carmen Morin-Paré (1998-2005)

## Théâtre
- 1993 : Les Belles-sœurs : Lisette de Courval[4]
- 1994 : Drôle de couple : Florence[5]
- 1995 : Amies à vie : Margot Bérubé[6]
- 1998 : Sans rancune aucune : Lucie[7]